# Teja Tscharntke

Teja Tscharntke (2021)

Teja Tscharntke (* 13. Juli 1952 in Harsum) ist ein deutscher Soziologe, Biologe und Professor für Agrarökologie an der Universität Göttingen.

## Leben
Tscharntke studierte von 1973 bis 1981 Soziologie und Biologie an den Universitäten Marburg und Gießen. 1978 wurde er Diplom-Soziologe an der Uni Marburg und 1981 Diplom-Biologe. 1986 promovierte er an der Universität Hamburg; 1992 folgte die Habilitation (venia legendi) in Zoologie am Karlsruher Institut für Technologie.
Tscharntke ist seit 1993 Professor für Agrarökologie an der Georg-August-Universität Göttingen und hat bis 2023 mehr als 90 Agrarökologen promoviert. Mehr als 15 Absolventen sind mittlerweile zu Professoren ernannt, darunter Ingolf Steffan-Dewenter, Alexandra-Maria Klein, Yann Clough, Peter Batary, Christoph Scherber, Katja Poveda, Catrin Westphal, Martin Entling, Jason Tylianakis, Jochen Krauss, Thomas C. Wanger, Ingo Grass, Jochen Fründ, Christina Fischer – und viele andere sind nach wie vor in der Wissenschaft und im Naturschutz aktiv.
Tscharntke ist im deutschsprachigen Raum (Deutschland, Österreich und Schweiz) der am meisten zitierte Ökologe und gehört seit 2015 jedes Jahr zu den „Highly Cited Researcher“ weltweit. Laut google scholar (07/2025) wurden seine Publikationen mehr als 125.000 mal zitiert (h-index 170). 2023 wurde ihm eine Festschrift gewidmet.

## Forschung und Lehre
Die Forschung und Lehre von Tscharntke und seiner Arbeitsgruppe beschäftigt sich mit der Biodiversität und ihren Funktionen in Landnutzungssystemen und natürlichen Ökosystemen. Ein Schwerpunkt liegt in der Struktur von Agrarlandschaften und ihrer Bedeutung für die lokale Zusammensetzung funktionaler Biodiversität. Lokales Management erreicht nur Arten, die auch im Artenpool der umgebenden Landschaft vorkommen. Zudem können lokale Populationen nur dann langfristig überleben, wenn die Landschaftselemente vernetzt sind und so den Austausch von Populationen ermöglichen.
In der Forschung werden Zusammensetzung der Lebensgemeinschaften von Pflanzen und Tieren, Pflanze-Insekt-Interaktionen und insbesondere Bestäubung und Schädlingskontrolle thematisiert, mit Schwerpunkt auf der Bedeutung der Landschaftsstruktur für die Artenvielfalt in Agrarökosystemen der gemäßigten Breiten und der Tropen (Indonesien, Indien, Madagaskar, Ecuador, Peru, Südafrika). Interdisziplinäre, sozioökonomisch-ökologisch orientierte Projekte befassen sich mit den Ökosystemleistungen der Artenvielfalt und dem Management von Agrarlandschaften. Die Lehre in Agrarökologie erfolgte im Rahmen der Studienrichtungen Ressourcenmanagement und Biodiversität, zielt aber auch auf Studierende der Biologie, Forstwissenschaften und Geographie.
Die Öffentlichkeit wird über Forschungsergebnisse der Agrarökologie regelmäßig informiert. Eine Diversifizierung in der Landwirtschaft durch lange Fruchtfolgen, kleine Felder und naturnahe Strukturelemente wie Hecken und Blühstreifen ist für die Artenvielfalt und viele ökologische Prozesse von Vorteil, oft aber auch mit Kosten für die Landwirte verbunden. Welche Maßnahmen sowohl mit ökologischen als auch mit ökonomischen Vorteilen verbunden sind, haben Tscharntke und seine Mitarbeiter in den gemäßigten Breiten wie in den Tropen systematisch untersucht. Beispielsweise konnte er mit seiner Arbeitsgruppe zeigen, dass 75% der wichtigsten Nutzpflanzen von der Bestäubung durch Tiere profitieren, dass ohne insektenfressende Fledermäuse und Vögel in den Tropen nur die Hälfte des Kakao-Ertrags zu erzielen ist, in Europa eine Verkleinerung der mittleren Ackerfläche pro Agrarlandschaft von 6 ha auf 1 ha zu einer sechsfachen Erhöhung der Artenzahl führt und dass kleine Kalkmagerrasen, die überwiegend von Ackerflächen eingeschlossen sind, dreißig Prozent weniger Arten aufweisen.

### Akademische Positionen
- 1996-2022 Mitglied der Herausgebergremien von Oecologia (1996-2002), Journal of Applied Ecology (2000-2006), Entomologia Experimentalis et Applicata (seit 2002), Agriculture (2014-2019), Biology (2014-2019) and Current Opinion in Insect Science (2016-2022)
- 2000-2023 Herausgeber (Editor-in-Chief) von Basic and Applied Ecology, der offiziellen Zeitschrift der Gesellschaft für Ökologie
- 2000-2020 Sprecher und Koordinator der Studienrichtung “Resourcenmanagement” der Fakultät für Agrarwissenschaften, Universität Göttingen
- 2002-2010 Mitglied des wissenschaftlichen Beirats für Biodiversität und genetische Ressourcen beim Bundesministerium für Ernährung, Landwirtschaft und Forsten (BMELV)
- seit 2012  Mitglied im wissenschaftlichen Beirat des Dorothea-Schlözer Mentoring Programms (Karriere-Förderung für Wissenschaftlerinnen an der Universität Göttingen)
- seit 2020 Mitglied des Wissenschaftlichen Beirats des WWF (World Wide Fund For Nature) Deutschland
- seit 2024 Mitglied des Wissenschaftlichen Beirats für den Nationalen Aktionsplan Pflanzenschutz beim Bundesministerium für Landwirtschaft und Ernährung

## Auszeichnungen
- seit 2015 jedes Jahr: Highly Cited Researcher im Web of Science, d. h. unter den top 1% der am meisten zitierten Wissenschaftler
- 2018 The Chinese Academy of Sciences (CAS) President’s International Fellowship for Distinguished Scientists
- 2020: Marsh Award for Ecology der British Ecological Society (gestiftet durch die Wohltätigkeitsorganisation Marsh Christian Trust)[2]
- 2020: Award for Insect Conservation durch die Royal Entomological Society
- 2021: Ehrenmedaille der Gesellschaft für Ökologie (GfÖ) für herausragende und zukunftweisende Leistungen in der ökologischen Forschung, verbunden mit einer lebenslangen GfÖ Mitgliedschaft.
- 2025: Mitglied der Academia Europaea  (www.ae-info.org)

## Publikationen (Auswahl)
- A. Kruess, T. Tscharntke: Habitat fragmentation, species loss, and biological control. In: Science. Band 264, Nr. 5165, 1994, S. 1581–1584. doi:10.1126/science.264.5165.1581. PMID 17769603.

- C. Thies, T. Tscharntke: Landscape structure and biological control in agroecosystems. In: Science. Band 285, Nr. 5429, 1999, S. 893–895. doi:10.1126/science.285.5429.893
- T. Tscharntke, A. Gathmann, I. Steffan‐Dewenter: Bioindication using trap‐nesting bees and wasps and their natural enemies: community structure and interactions. In: Journal of Applied Ecology. Band 35, Nr. 5, 1998, S. 708–719. doi:10.1046/j.1365-2664.1998.355343.x
- T. Tscharntke, H. J. Greiler: Insect communities, grasses, and grasslands. In: Annual Review of Entomology. Band 40, Nr. 1, 1995, S. 535–558. doi:10.1146/annurev.en.40.010195.002535
- T. Tscharntke, A. M. Klein, A. Kruess, I. Steffan-Dewenter, C. Thies: Landscape perspectives on agricultural intensification and biodiversity – ecosystem service management. In: Ecology Letters. Band 8, 2005, S. 857–874. doi:10.1111/j.1461-0248.2005.00782.x.
- A. M. Klein, B. E. Vaissière, J. H. Cane, I. Steffan-Dewenter, S. A. Cunningham, C. Kremen, T. Tscharntke: Importance of pollinators in changing landscapes for world crops. In: Biological sciences, Proceedings of the Royal Society B. Band 274, 1608, S. 2007, S. 303–313. doi:10.1098/rspb.2006.3721

- T. Tscharntke, J. M. Tylianakis, T. A. Rand, R. K. Didham, L. Fahrig, P. Batáry, J. Bengtsson, Y. Clough, T. O. Crist, C. F. Dormann, R. M. Ewers, J. Fründ, R. D. Holt, A. Holzschuh, A. M. Klein, D. Kleijn, C. Kremen, D. A. Landis, W. Laurance, D. Lindenmayer, C. Scherber, N. Sodhi, I. Steffan-Dewenter, C. Thies, W. H. van der Putten and C. Westphal: Landscape moderation of biodiversity patterns and processes – eight hypotheses. In: Biological Reviews. Band 87, 2012, S. 661–685. doi:10.1111/j.1469-185X.2011.00216.x.
- F. J. J. A. Bianchi, C. J. H. Booij, T. Tscharntke: Sustainable pest regulation in agricultural landscapes: a review on landscape composition, biodiversity and natural pest control. In: Biological Sciences, Proceedings of the Royal Society. B 273, 2006, 1595, S. 1715–1727. doi:10.1098/rspb.2006.3530
- T. Tscharntke, Y. Clough, T. C. Wanger, L. Jackson, I. Motzke, I. Perfecto, J. Vandermeer, A. Whitbread: Global food security, biodiversity conservation and the future of agricultural intensification. In: Biological conservation. Band 151, Nr. 1, 2012, S. 53–59. doi:10.1016/j.biocon.2012.01.068
- I. Steffan-Dewenter, U. Münzenberg, C. Bürger, C. Thies, T. Tscharntke: Scale‐dependent effects of landscape context on three pollinator guilds. In: Ecology. Band 83, Nr. 5, 2002, S. 1421–1432. doi.org/10.1890/0012-9658(2002)083[1421:SDEOLC]2.0.CO;2
- J. M. Tylianakis, T. Tscharntke, O. T. Lewis: Habitat modification alters the structure of tropical host–parasitoid food webs. In: Nature. Band 445, Nr. 7124, 2007, S. 202–205. doi:10.1038/nature05429
- T. Tscharntke, R. Bommarco, Y. Clough, T. O. Crist, D. Kleijn, T. A. Rand, J. M. Tylianakis, S. van Nouhuys, S. Vidal: Conservation biological control and enemy diversity on a landscape scale. In: Biological Control. Band 43, Nr. 3, 2007, S. 294–309. doi:10.1016/j.biocontrol.2007.08.006
- T. Tscharntke, C. Clough, S. A. Bhagwat, D. Buchori, H. Faust, D. Hertel, D. Hölscher, J. Juhrbandt, M. Kessler, I. Perfecto, C. Scherber, G. Schroth, E. Veldkamp, T. C. Wanger: Multifunctional shade‐tree management in tropical agroforestry landscapes–a review. In: Journal of Applied Ecology. Band 48, Nr. 3, 2011, S. 619–629. doi:10.1111/j.1365-2664.2010.01939.x

- T. Tscharntke, M. E. Hochberg, T. A. Rand, V. H. Resh, J. Krauss: Author sequence and credit for contributions in multiauthored publications. In: PLoS Biology. Band 5, Nr. 1, 2007, S. e18. doi:10.1371/journal.pbio.0050018
- Scherber C, Eisenhauer N, Weisser WW, Schmid B, Voigt W, Fischer M, Schulze E-D, Roscher E, Weigelt A, Allan E, Beßler H, Bonkowski M, Buchmann N, Buscot F, Clement LW, Ebeling A, Engels C, Halle S, Kertscher I, Klein A-M, Koller R, König S, Kowalski E, Kummer V, Kuu A, Lange M, Lauterbach D, Middelhoff C, Migunova VD, Milcu A, Müller R, Partsch S, Petermann JS, Renker C, Rottstock T, Sabais A, Scheu S, Schumacher J, Temperton VM, Tscharntke T (2010): Bottom-up effects of plant diversity on multitrophic interactions in a biodiversity experiment. Nature 468: 553-556 doi.org/10.1038/nature09492
- Cumming GS, Buerkert A, Hoffmann EM, Schlecht E, von Cramon-Taubadel S, Tscharntke T (2014): Implications of agricultural transitions and urbanization for ecosystem services. Nature 515: 50-57 doi.org/10.1038/nature13945
- Grass, I., Batáry, P., Tscharntke, T., 2021. Combining land-sparing and land-sharing in European landscapes. Advances in Ecological Research 64. 6, 251–303. doi.org/10.1016/bs.aecr.2020.09.002
- Tscharntke, T., Grass, I., Wanger, T.C., Westphal, C., Batáry, P., 2021. Beyond organic farming – harnessing biodiversity-friendly landscapes. Trends in Ecology & Evolution 36, 919 - 930. doi.org/10.1016/j.tree.2021.06.010
- Wurz, A., Grass, I., & Tscharntke, T. (2021). Hand pollination of global crops–a systematic review. Basic and Applied Ecology, 56, 299-321. doi.org/10.1016/j.baae.2021.08.008
- Tscharntke, T., Ocampo-Ariza, C., Kämper, W. (2024) Pollinator, pollen, and cultivar identity drive crop quality. Trends in Plant Science, 30, 283 - 290.  doi.org/10.1016/j.agee.2024.109295
- Librán-Embid, F., Grass, I, Emer, C., Alarcón-Segura, V., Behling, H., Biagioni, S., Ganuza, C., Herrera-Krings, C., Setyaningsih, C.A., Tscharntke T. (2024) Flower–bee versus pollen–bee metanetworks in fragmented landscapes. Proceedings of the Royal Society B, 291. doi.org/10.1098/rspb.2023.2604
- Potapov, A.M., Drescher, J., Darras, K. et al. Rainforest transformation reallocates energy from green to brown food webs. Nature 627, 116–122 (2024). doi.org/10.1038/s41586-024-07083-y
- Tscharntke, T., Batáry, P., Grass, I. (2024) Mixing on- and off-field measures for biodiversity conservation. Trends in Ecology and Evolution 39, 726 - 733. doi.org/10.1016/j.tree.2024.04.003